# سان دوناتو تافارنيل
سان دوناتو تافارنيل (بالإيطالية: San Donato Tavarnelle)‏ هو نادي كرة قدم إيطالي مقره في San Donato في Poggio و Tavarnelle Val di Pesa، توسكانا. حصلوا لأول مرة على ترقية إلى دوري الدرجة الثالثة في عام 2022، بعد أن فازوا بلقب المجموعة الخامسة من دوري الدرجة الرابعة 2021-22.